# Sint Bonifatius Hospitaal
Het Sint Bonifatius Hospitaal, in de volksmond wel Bonnehos genoemd, is een voormalig ziekenhuis in Leeuwarden.

## Geschiedenis
Het ziekenhuis werd in 1883 gesticht door zusters Franciscanessen die vanuit het Duitse Münster naar Leeuwarden waren gekomen. Het ziekenhuis heette aanvankelijk Sint Antoni Hospitaal.
In 1887 verhuisde het ziekenhuis naar de pastorie van de Sint-Bonifatiuskerk aan de Voorstreek. Hierbij kreeg het ziekenhuis de naam Sint Bonifatius Hospitaal. De pastorie van de Sint-Bonifatiuskerk was eigenlijk bedoeld als bisschoppelijk paleis, maar omdat Leeuwarden geen bisschop kreeg was dit gebouw te groot als pastorie en kwam vrij nadat een nieuwe pastorie was gebouwd. Later werd het ziekenhuis uitgebreid met onder andere het Amelandshuis aan de Voorstreek.
Het ziekenhuis verhuisde in 1935 naar een nieuw gebouw in een parkachtige omgeving aan de Mr. P.J. Troelstraweg. In de jaren zestig is het hospitaal flink uitgebreid met nieuwbouw.
In 1982 fuseerden de drie Leeuwarder ziekenhuizen Sint Bonifatius Hospitaal, Diaconessenhuis en Triotel. De nieuwe naam werd Medisch Centrum Leeuwarden (MCL). Het Sint Bonifatius Hospitaal kreeg hierbij de naam MCL-Noord. Na de fusie werden geleidelijk alle medische zaken op de locatie van het Triotel (MCL-zuid) geconcentreerd. Hierdoor sloot MCL-noord in 2004 de deuren, nadat het Diaconessenhuis (MCL-Midden) in 1987 al de deuren had gesloten.
De gemeente Leeuwarden gaf ondanks fel protest vergunning af om het gebouw te slopen om zo nieuwbouw op het terrein mogelijk te maken. De karakteristieke zuidvleugel wilde men verbouwen tot woningen, maar onderzoek naar de bouwkundige staat liet dit niet toe. In 2008 werd ook de zuidvleugel gesloopt. De naam van de nieuwe buurt is Sint Bonifatiuspark met de Bonnehosstraat.
In het ziekenhuis bevond zich een glas-in-loodraam met een afbeelding van de heilige Bonifatius vervaardigd door Joep Nicolas. Voor de afbraak van het ziekenhuis was het in depot gegeven aan bouwbedrijf Westerbaan, maar daar raakte het spoorloos. Na een vermissing van vijf jaar werd het gebrandschilderde raam weer teruggevonden en herplaatst in het MCL bij de ingang van de operatiekamers. Het torentje van de kapel kwam terecht op de katholieke begraafplaats Vitushof.

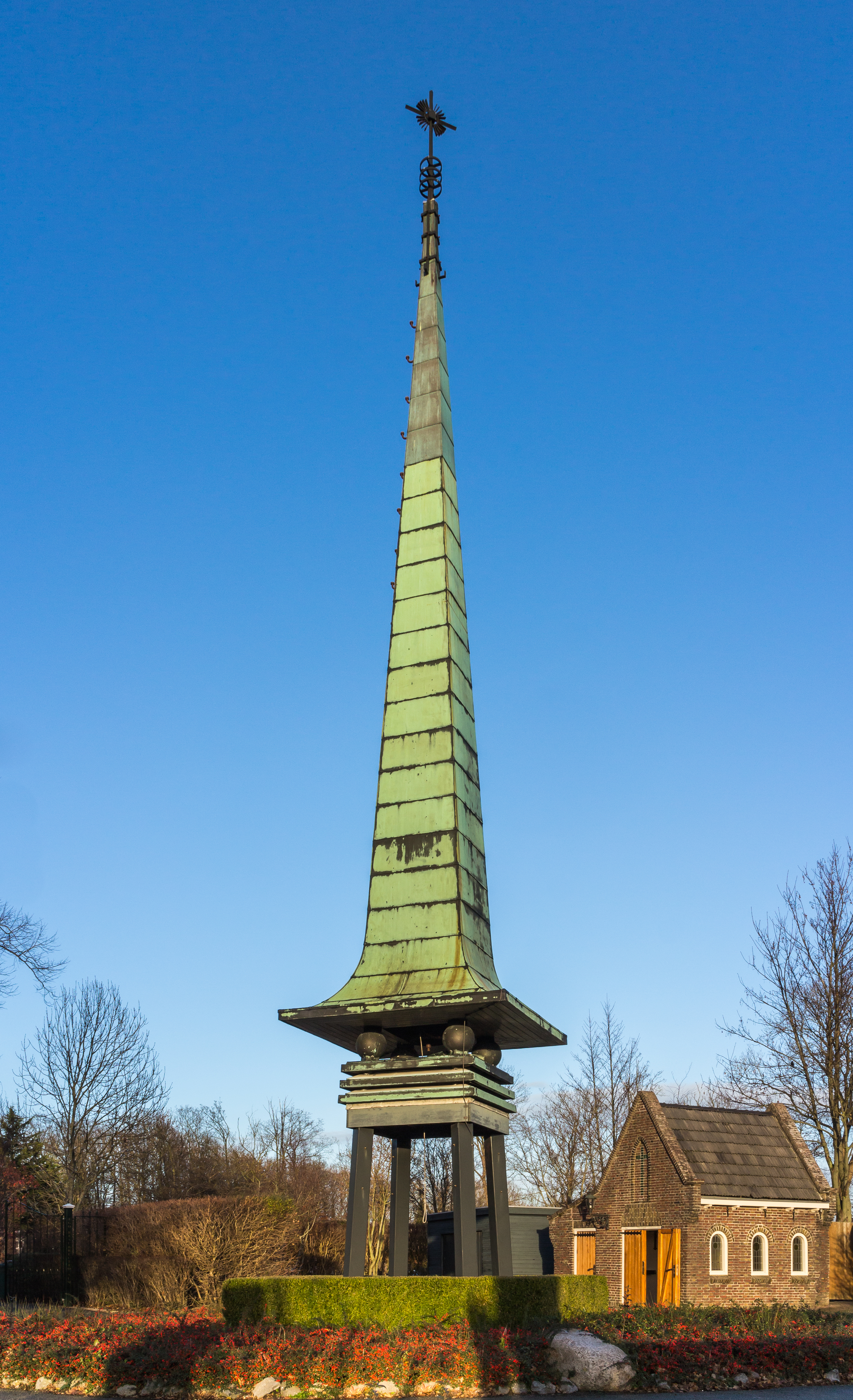
Torentje van de kapel op begraafplaats Vitushof